# Емпайр (Невада)
Емпайр (англ. Empire) — переписна місцевість (CDP) в США, в окрузі Вошо штату Невада. Населення — 47 осіб (2020).

## Географія
Емпайр розташований за координатами 40°34′33″ пн. ш. 119°20′35″ зх. д. / 40.57583° пн. ш. 119.34306° зх. д. (40.575917, -119.343073).  За даними Бюро перепису населення США в 2010 році переписна місцевість мала площу 13,30 км², уся площа — суходіл.

### Клімат
| Клімат : Емпайр                              | Клімат : Емпайр | Клімат : Емпайр | Клімат : Емпайр | Клімат : Емпайр | Клімат : Емпайр | Клімат : Емпайр | Клімат : Емпайр | Клімат : Емпайр | Клімат : Емпайр | Клімат : Емпайр | Клімат : Емпайр | Клімат : Емпайр | Клімат : Емпайр |
| Показник                                     | Січ.            | Лют.            | Бер.            | Квіт.           | Трав.           | Черв.           | Лип.            | Серп.           | Вер.            | Жовт.           | Лист.           | Груд.           | Рік             |
| Абсолютний максимум, °C                      | 17,8            | 20,0            | 23,9            | 27,8            | 36,1            | 39,4            | 38,9            | 38,9            | 40,0            | 31,7            | 23,3            | 17,8            | 40,0            |
| Середній максимум, °C                        | 6,2             | 9,0             | 12,6            | 17,9            | 23,6            | 28,7            | 33,7            | 32,4            | 29,7            | 21,2            | 12,3            | 6,7             | 19,5            |
| Середній мінімум, °C                         | −5,8            | −4              | −1,6            | 2,1             | 6,3             | 10,1            | 14,2            | 12,2            | 8,9             | 3,0             | −2,9            | −5,5            | 3,1             |
| Абсолютний мінімум, °C                       | −19,4           | −18,3           | −11,1           | −6,7            | −5              | −1,1            | 2,8             | 5,0             | 0,0             | −8,9            | −13,9           | −21,1           | −21,1           |
| Норма опадів, мм                             | 24              | 13              | 16              | 15              | 19              | 14              | 4               | 3               | 5               | 16              | 9               | 28              | 167             |
| -------------------------------------------- | --------------- | --------------- | --------------- | --------------- | --------------- | --------------- | --------------- | --------------- | --------------- | --------------- | --------------- | --------------- | --------------- |
| Джерело: The Western Regional Climate Center |                 |                 |                 |                 |                 |                 |                 |                 |                 |                 |                 |                 |                 |

## Демографія
Згідно з переписом 2010 року, у переписній місцевості мешкало 217 осіб у 81 домогосподарстві у складі 60 родин. Густота населення становила 16 осіб/км².  Було 126 помешкань (9/км²).
Расовий склад населення:
| - 79,7 % — білих - 5,1 % — корінних американців - 0,9 % — чорних або афроамериканців - 12,4 % — осіб інших рас |

До двох чи більше рас належало 1,8 %. Частка іспаномовних становила 18,9 % від усіх жителів.
За віковим діапазоном населення розподілялося таким чином: 31,8 % — особи молодші 18 років, 65,9 % — особи у віці 18—64 років, 2,3 % — особи у віці 65 років та старші. Медіана віку мешканця становила 35,3 року. На 100 осіб жіночої статі у переписній місцевості припадало 119,2 чоловіків;  на 100 жінок у віці від 18 років та старших — 117,6 чоловіків також старших 18 років.
Цивільне працевлаштоване населення становило 10 осіб. 